# 부여서동연꽃축제
부여서동연꽃축제는 대한민국 충청남도 부여군 주최와 부여서동연꽃축제추진위원회의 주관으로 개최되는 지역 축제이다.
부여서동연꽃축제가 주최되는 궁남지(부여 서동공원)에서는 ‘오오가하스’와 새벽에만 꽃봉오리가 피는‘수련’ 연분홍 빛깔의 ‘홍련’등 천만송이 형형색색의 연꽃들을 볼 수 있다.

## 역사
제1회 부여서동연꽃축제는 2003년 궁남지에서 부여군의 주최와 부여문화원 주관으로 시작되었다. 2016년 제16회 부여서동연꽃축제부터 부여문화원 주관에서 부여서동연꽃축제추진위원회의 주관으로 바뀌었다. 2012~2014년 문화체육관광부에서 선정하는 대한민국 문화관광 3년 연속 유망축제로 지정되었다. 2015년을 처음으로, 문화체육관광부에서 선정한 대한민국 우수축제로 2018년 제16회 부여서동연꽃축제는 세계를 품은 궁남지, 밤에도 빛나다"라는 주제로 문화체육관광부에서 4년 연속 대한민국 우수축제로 지정되었다.

## 수상 내역
- 문화체육관광부 선정 2012~2014 3년 연속 유망축제 지정[3]
- 문화체육관광부 선정 2015~2018 4년 연속 우수축제 지정[4]